# Callospermophilus lateralis
Sóc đất vàng (Callospermophilus lateralis) (tiếng Anh: Golden-Mantled Ground Squirrel) là một loài động vật có vú trong Họ Sóc, Bộ Gặm nhấm. Chúng là một loài sóc đất có nguồn gốc từ miền tây Bắc Mỹ. Chúng phân bố ở British Columbia và Alberta qua miền tây Hoa Kỳ đến California, Arizona và New Mexico. Loài này được Say mô tả năm 1823.

## Hình ảnh

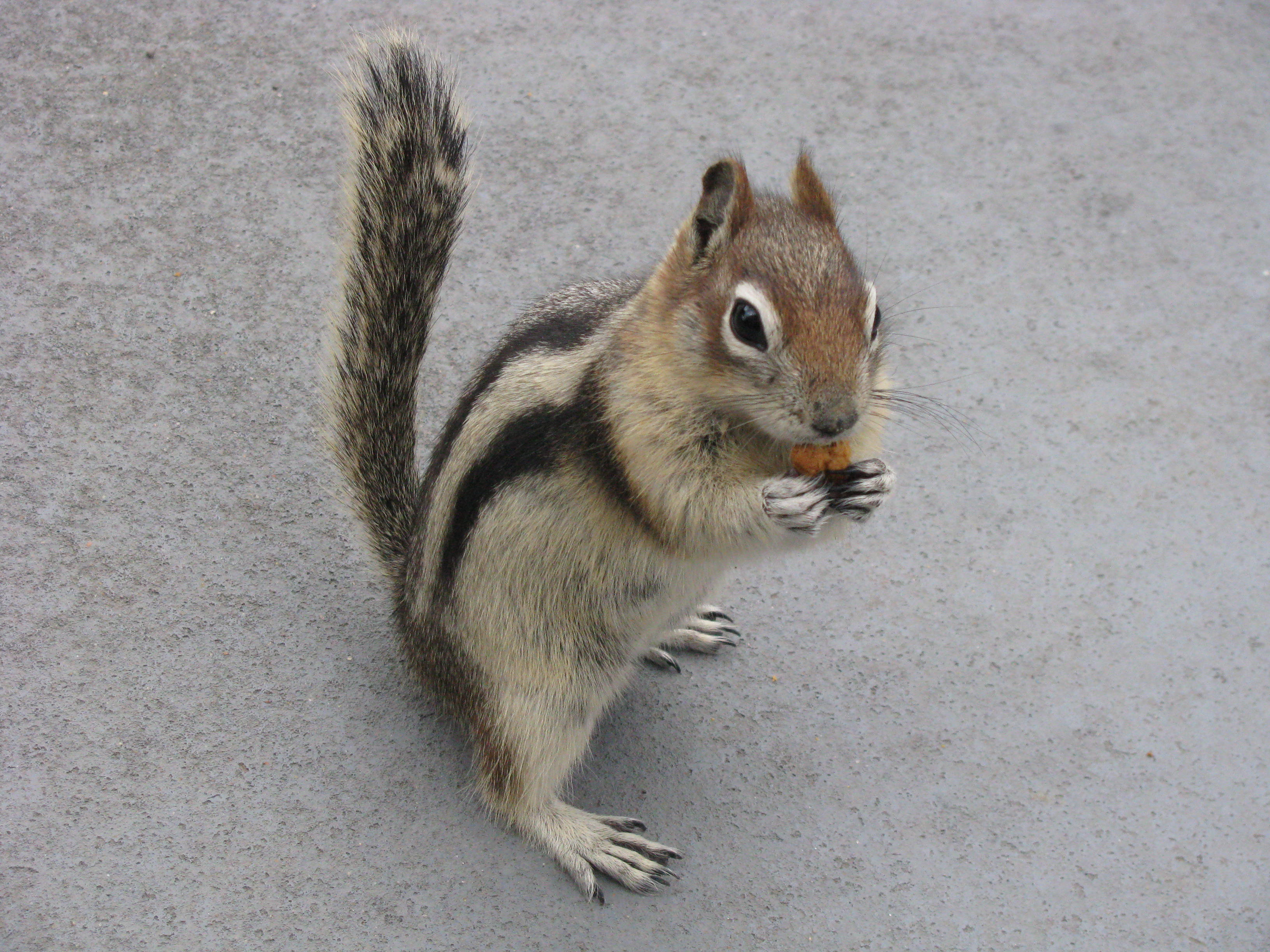
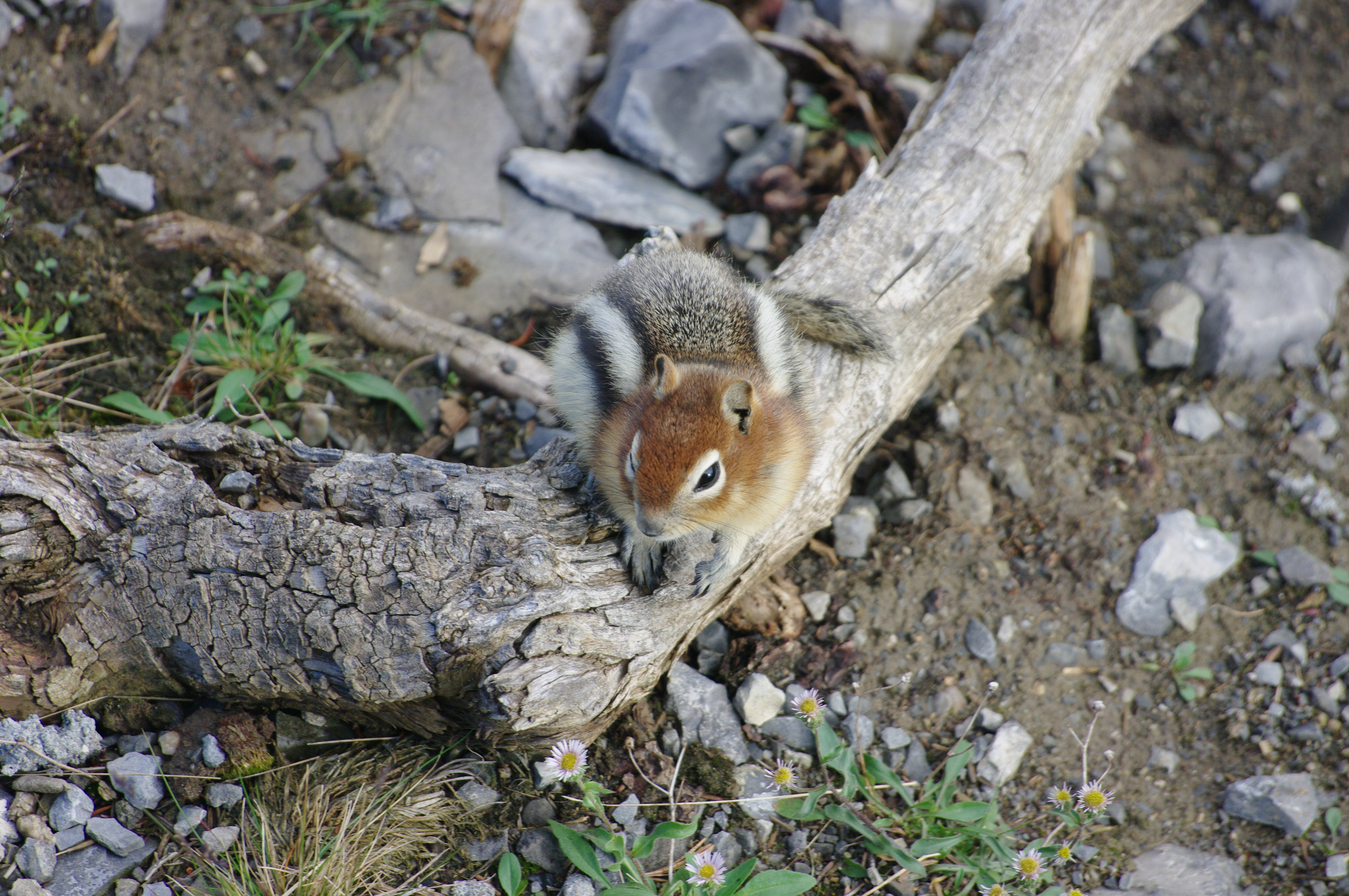
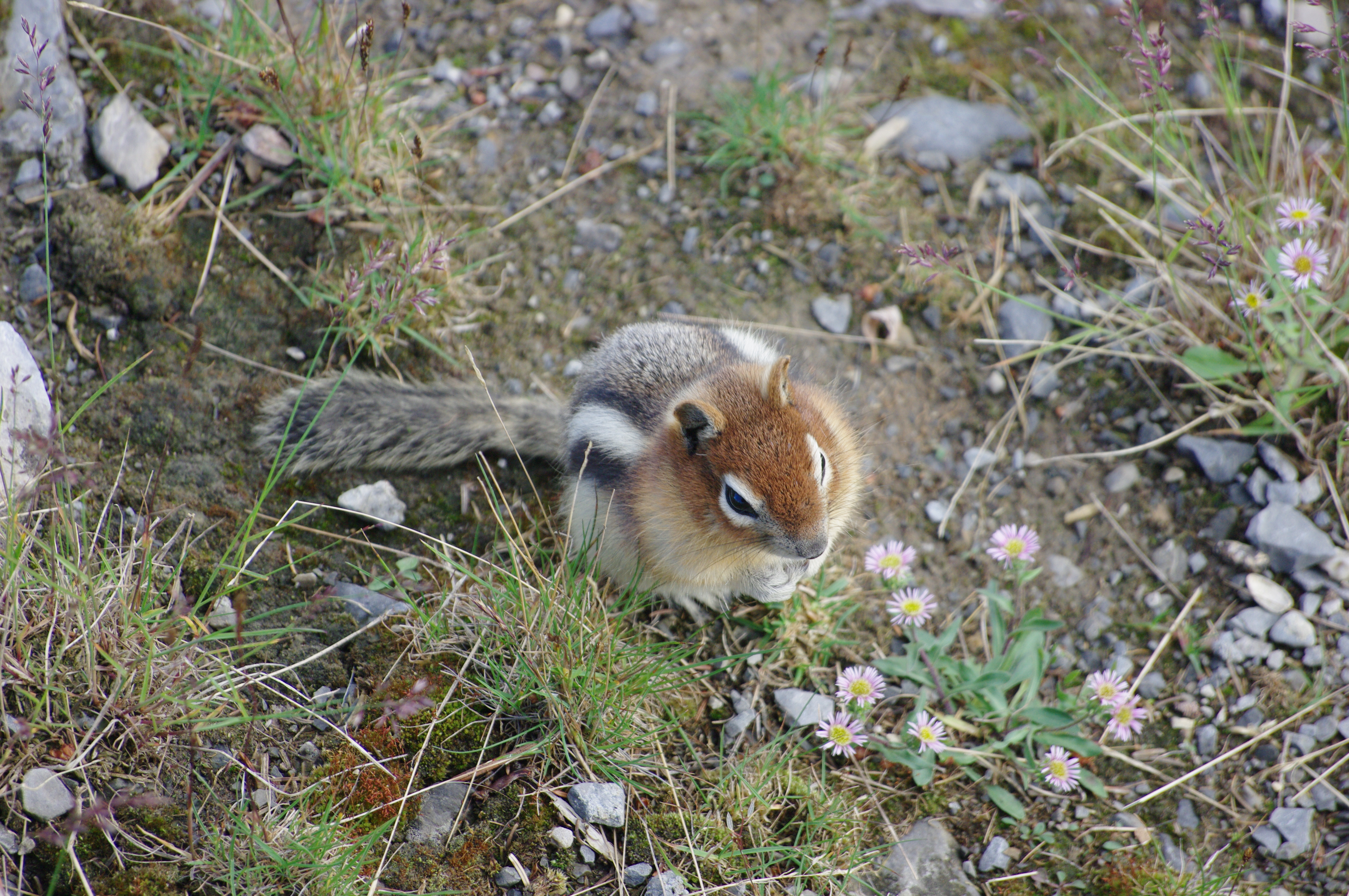
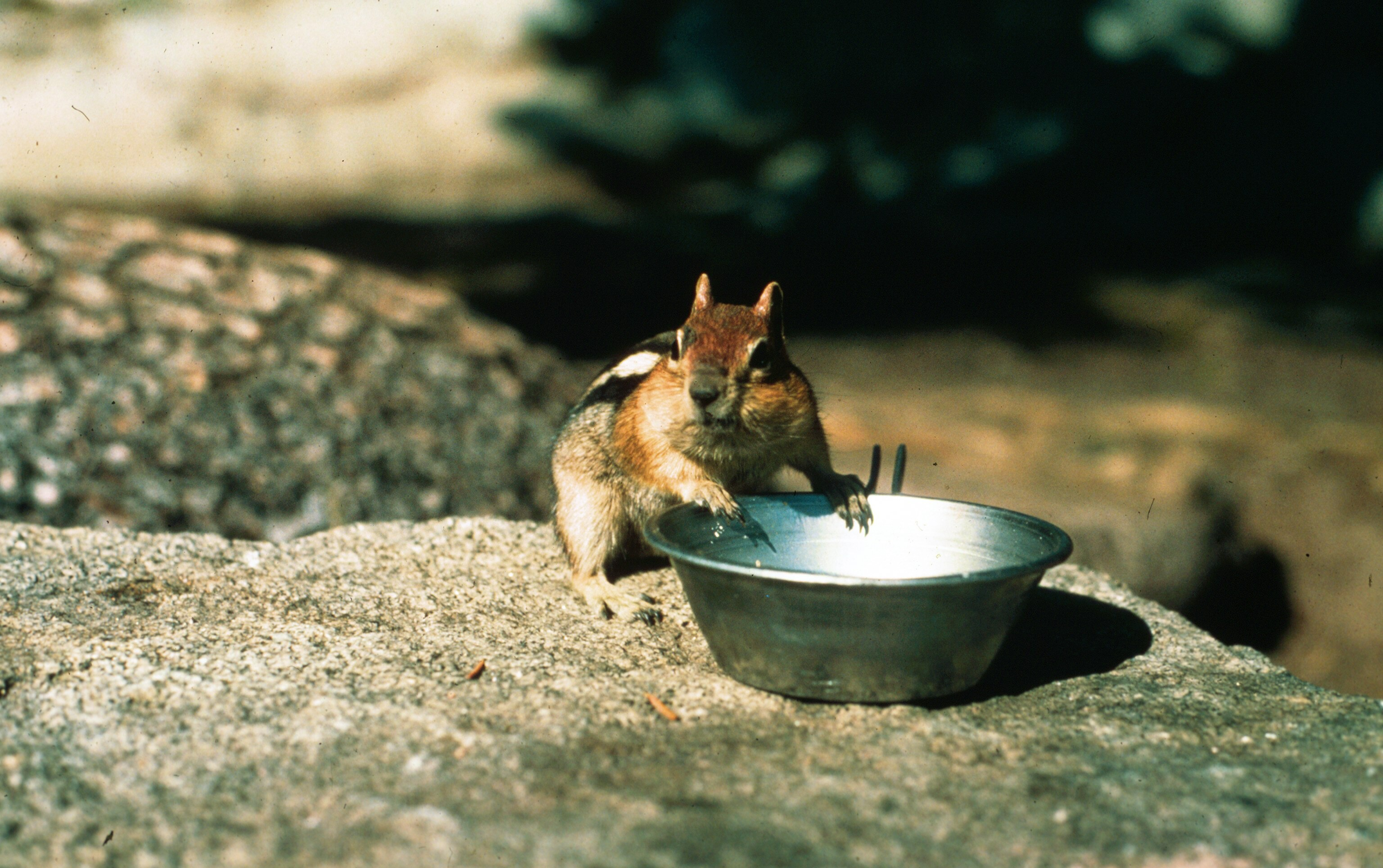